# Mario Gavranović
Mario Gavranović (Lugano, 28. studenoga 1989.) bivši je švicarski nogometaš hrvatskog podrijetla. Rođen je i odrastao u Švicarskoj. Roditelji su mu iz Gradačca u Bosni i Hercegovini, a doselili su se u Lugano godinu prije Mariovog rođenja.

## Klupska karijera
Gavranović započinje karijeru 1996. u klubu AS Veziji, a 2000. trenirao je s podmladkom AC Lugana. Od 2000. do 2006. igrao je u mladom sastavu kluba Team Ticino. U sezoni 2006./2007. igra svoje prve profesionalne utakmice u švicarskoj drugoj ligi za FC Lugano. Potpisuje ugovor s klubom Yverdon-Sport 2008. i postiže 8 zgoditaka u 20 utakmica. Prelazi u Neuchâtel Xamax 2009. i za klub igra samo pola godine, postigavši 8 zgoditaka u 17 utakmica. Zatim napušta Neuchâtel Xamax i 1. veljače 2010. potpisuje za FC Schalke 04.

## Reprezentativna karijera
Gavranović je član švicarske nogometne reprezentacije. Za mladu reprezentaciju nastupio je 14 puta i postigao 3 pogotka. Dana 26. ožujka 2011. godine, prvi je put zaigrao za A-reprezentaciju u kvalifikacijskoj utakmici za Europsko prvenstvo 2012. protiv reprezentacije Bugarske. Dana 15. kolovoza 2012. godine, u prijateljskoj utakmici protiv Hrvatske postigao je svoja prva dva pogotka u dresu seniorske reprezentacije.

### Pogodci za reprezentaciju
| Broj | Datum               | Mjesto                                       | Protivnik   | Pogodak | Konačan ishod | Natjecanje                  |
| ---- | ------------------- | -------------------------------------------- | ----------- | ------- | ------------- | --------------------------- |
| 1.   | 15. kolovoza 2012.  | Stadion Poljud, Split, Hrvatska              | Hrvatska    | 1:3     | 2:4           | prijateljska utakmica       |
| 2.   | 15. kolovoza 2012.  | Stadion Poljud, Split, Hrvatska              | Hrvatska    | 2:4     | 2:4           | prijateljska utakmica       |
| 3.   | 12. listopada 2012. | Stade de Suisse, Bern, Švicarska             | Norveška    | 1:0     | 1:1           | kvalifikacije za SP 2014.   |
| 4.   | 16. listopada 2012. | Laugardalsvöllur, Reykjavik, Island          | Island      | 0:2     | 0:2           | kvalifikacije za SP 2014.   |
| 5.   | 27. ožujka 2018.    | Swissporarena, Luzern, Švicarska             | Panama      | 5:0     | 6:0           | prijateljska utakmica       |
| 6.   | 12. listopada 2018. | Stadion kralja Baudouina, Bruxelles, Belgija | Belgija     | 1:1     | 2:1           | UEFA Liga nacija 2018./19.  |
| 7.   | 8. rujna 2019.      | Stade Tourbillon, Sion, Švicarska            | Gibraltar   | 4:0     | 4:0           | kvalifikacije za EURO 2020. |
| 8.   | 7. listopada 2020.  | Kybunpark, St. Gallen, Švicarska             | Hrvatska    | 1:0     | 1:2           | prijateljska utakmica       |
| 9.   | 13. listopada 2020. | RheinEnergieStadion, Köln, Njemačka          | Njemačka    | 0:1     | 3:3           | UEFA Liga nacija 2020./21.  |
| 10.  | 13. listopada 2020. | RheinEnergieStadion, Köln, Njemačka          | Njemačka    | 2:3     | 3:3           | UEFA Liga nacija 2020./21.  |
| 11.  | 31. ožujka 2021.    | Kybunpark, St. Gallen, Švicarska             | Finska      | 1:0     | 3:2           | prijateljska utakmica       |
| 12.  | 3. lipnja 2021.     | Kybunpark, St. Gallen, Švicarska             | Lihtenštajn | 1:0     | 7:0           | prijateljska utakmica       |
| 13.  | 3. lipnja 2021.     | Kybunpark, St. Gallen, Švicarska             | Lihtenštajn | 5:0     | 7:0           | prijateljska utakmica       |
| 14.  | 3. lipnja 2021.     | Kybunpark, St. Gallen, Švicarska             | Lihtenštajn | 6:0     | 7:0           | prijateljska utakmica       |
| 15.  | 28. lipnja 2021.    | Arena Națională, Bukurešt, Rumunjska         | Francuska   | 3:3     | 3:3 (pr.)     | EURO 2020.                  |
| 16.  | 12. listopada 2021. | LFF stadionas, Vilnius, Litva                | Litva       | 0:4     | 0:4           | kvalifikacije za SP 2022.   |

### Klupska
Schalke
- DFB-Pokal (1): 2010./11.

Zürich
- Švicarski nogometni kup (2): 2013./14.,  2015./16.

Rijeka
- Prvak Hrvatske (1): 2016./17.
- Hrvatski nogometni kup (1): 2016./17.

Dinamo Zagreb
- Prvak Hrvatske (5): 2017./18., 2018./19., 2019./20., 2020./21., 2021./22.
- Hrvatski nogometni kup (2): 2017./18., 2020./21.

## Vanjske poveznice
- Mario Gavranović na službenoj stranici kluba GNK Dinamo Zagreb  Arhivirana inačica izvorne stranice od 4. rujna 2018. (Wayback Machine)
- Transfermarkt: Mario Gavranović  (engl.)